# Путнъм (окръг, Мисури)
Окръг Путнъм (на английски: Putnam County) е окръг в щата Мисури, Съединени американски щати. Площта му е 1347 km², а населението - 5223 души (2000). Административен център е град Юниънвил.